# 산성터널
산성 터널(山城터널, Sanseong Tunnel)은 부산광역시 북구 화명동과 금정구 장전동을 잇는 길이 5.62km의 터널이다. 2014년에 착공 되었으며, 2018년 9월 18일에 개통되었다.
부산외부순환도로의 한 축이 완성되며, 상습적으로 정체 현상이 지속되는 제1만덕터널의 교통 정체를 분산 시킬 수 있을 뿐 아니라 나아가 거가대교 방면으로 진출하는 도로망이 갖춰지게 되었다. 화명동 장전동 양방향 모두 제한 속도가 80km/h이다.  2018년 9월 30일 개통 시에는 300번 버스가 산성 터널을 운행하였으며. 이후 111-1번 버스도 산성 터널을 운행하고 있다.
부산지방경찰청에서 터널 구간이 길어 안전사고 예방 차원에서 이륜차 및 초소형전기차 통행을 금지하고 있다. 단속에 적발되면 범칙금이 부과된다. 자동차전용도로 유사 제한을 실시하고 있는데 일반 버스의 통행을 위해 법적으로 자동차 전용도로로 지정을 하지 않았다.

## 연혁
- 2014년 3월 18일: 착공
- 2018년 9월 18일: 산성 터널 개통
- 2018년 10월 1일: 터널 유료화
- 2020년 4월 22일: 연결 도로 장전지하차도 및 윤산터널 전면 개통 현지 시간 22일 오후 7시 전면 개통 개시[3][4]

부산 산성 터널 금정 쪽 입구에서 회동 교차로(회동IC)까지 이어지는 산성 터널 접속 도로가 22일 오후 7시 개통됐다. 금정구 장전초등학교에서 윤산 입구(1.22km) 구간과 윤산 터널(2.02km)로 이뤄진 접속 도로의 길이는 3.24km. 취재진은 정식 개통 전 기장군 정관읍에서 북구 화명동까지 신규 개통 구간을 시범 주행하며 불편 사항이 있는지 살펴봤다.
22일 오후 4시 28분 정관신도시에서 금정구 방면으로 승용차를 몰아 곰내터널을 통과했다. 목적지는 화명동. 그간 이 정관산업로를 이용해 화명동까지 가려면 금정구에서 번영로로 내려온 뒤, 금정구청 앞을 지나 산성 터널을 타야 했는데 이 구간은 평일 낮에도 교통량이 꾸준히 많은 곳으로 집중되고 있고 접속 도로 개통으로 평소 20분, 출퇴근 시간에는 30분 이상 단축 효과가 있을 것으로 기대된다.

## 구조물 정보
- 위치: 부산광역시 북구 화명동 ~ 금정구 장전동
- 영업소: 부산광역시 북구 화명대로 193 (화명동)

북구 화명동 ~ 금정구 장전동 구간을 2014년 3월에 착공하여 4년 간 착공했다가 2018년 9월에 북구 ~ 금정구 구간을 전면 개통하고 이 중 2018년 10월에 터널을 유료화했다. 2년 후 2020년 4월에 연결 도로 장전지하차도 및 윤산터널이 전면 개통되었다.

## 접속하는 도로
- 정관산업로
- 부산외부순환도로
- 회동 교차로

## 통행료
2019년 기준 요금이다.
| 구분           | 통행료  | 해당 차량                                                                         |
| -------------- | ------- | --------------------------------------------------------------------------------- |
| 경차(할인대상) | 800원   | - 배기량이 1,000cc 미만으로서 길이 3,6m, 너비 1,6m, 높이 2,0m 이하인 차량         |
| 소형           | 1,500원 | - 2축 차량 - 윤폭 2794mm 이하 - 승용차 - 16인승 미만 승합차, 2.5톤 미만 화물차    |
| 중형           | 2,600원 | - 2축 차량 - 윤폭 2794mm 초과 - 17 ~ 33 인승 이상 승합차 - 2.5 ∼10 톤 미만 화물차 |
| 대형           | 3,400원 | - 3축 이상 차량 - 10톤 이상 화물차                                                |

## 경유 노선 버스
- 부산 버스 111-1번
- 부산 버스 300번